# Richard Trinkler
Richard Trinkler (* 22. August 1950 in Sirnach) ist ein ehemaliger Schweizer Radrennfahrer, der 1984 eine olympische Silbermedaille gewann. Sein Heimatklub ist der RV Winterthur.

## Sportliche Laufbahn
1976 belegte Trinkler den dritten Platz beim Grand Prix Guillaume Tell und wurde Sieger der Bergwertung. Er nahm im selben Jahr erstmals an Olympischen Sommerspielen teil. Im olympischen Straßenrennen wurde er 57. 1978 gewann Trinkler zusammen mit Gilbert Glaus, Kurt Ehrensperger und Stefan Mutter die Bronzemedaille im Mannschaftszeitfahren bei den Weltmeisterschaften auf dem Nürburgring, im Strassenrennen der Amateure belegte Trinkler den vierten Platz. Dazu kam der Sieg im Rennen Pruntrut–Zürich. 1979 siegte er bei den Schweizer Strassenmeisterschaften, im Grand Prix Suisse de la Route und beim Grand Prix Tell. Dazu kam der Sieg im Einzelzeitfahren bei der Rheinland-Pfalz-Rundfahrt 1979. 1980 gewann er zwei Etappen der Österreich-Rundfahrt. Bei den Olympischen Spielen 1980 in Moskau belegte er im Mannschaftszeitfahren den 14. Platz, im Einzelrennen kam er als 29. ins Ziel.
Nach einem schwächeren Jahr 1981 gewann er 1982 bei den Radweltmeisterschaften in Goodwood seine zweite Weltmeisterschaftsmedaille; zusammen mit Alfred Achermann, Daniel Heggli und Urs Zimmermann erhielt er die Silbermedaille hinter dem niederländischen Vierer. Das Etappenrennen Ostschweizer Rundfahrt gewann er 1982 vor Urs Zimmermann.
1983 gewann er als erster Rennfahrer zum zweiten Mal den Grand Prix Guillaume Tell, ausserdem siegte er 1983 bei vier weiteren Rennen: beim Giro del Mendrisiotto, beim Grand Prix in Lancy und bei der Schynberg-Rundfahrt. Im Coors International Bicycle Classic gewann er eine Etappe.
1984 gewann Trinkler eine Etappe bei der Österreich-Rundfahrt. Bei den Olympischen Sommerspielen 1984 in Los Angeles fuhr er im Mannschaftszeitfahren zusammen mit Alfred Achermann, Laurent Vial und Benno Wiss auf den zweiten Platz hinter den Italienern, im Einzelrennen erreichte Trinkler als Zehnter das Ziel.
In den nächsten zwei Jahren gewann Trinkler einige kleinere Rennen, darunter 1985 die Hegiberg-Rundfahrt in Winterthur. 1987 wechselte er dann im Alter von 36 Jahren zu den Profis und belegte unter anderem Platz 61 beim Giro d’Italia. Seine erfolgreichste Saison bei den Profis war das Jahr 1988 mit Siegen beim Giro del Lago Maggiore und bei der Luxemburg-Rundfahrt. Im Mai 1989 beendete Trinkler seine Radsportkarriere.